# Anthony Averett
Anthony Averett (Woodbury, 30 novembre 1994) è un giocatore di football americano statunitense, cornerback dei Las Vegas Raiders.

## Caratteristiche tecniche
È un cornerback duttile, in grado di rendere bene anche nel gioco profondo oltre che nelle marcature a uomo.

## Carriera universitaria
Averett in gioventù frequentò la Woodbury Junior-Senior High School di Woodbury, New Jersey; qui pratica il football americano (come quarterback e defensive back) e l'atletica leggera, distinguendosi in particolare nella disciplina del salto in lungo: nel 2012, in particolare, realizzò un salto di 7,67 metri, il secondo miglior risultato mai registrato nella storia dell'atletica del New Jersey.
Averett trascorse gli anni collegiali all'università dell'Alabama. Dopo due anni trascorsi in sordina come redshirt, nel 2015 fu inizialmente aggregato allo special team dei Crimson Tide, per poi essere impiegato stabilmente come defensive back nel 2016 e nel 2017. Concluse la carriera universitaria con un bottino di 98 tackle, 1 intercetto, 2,0 sack e 2 fumble forzati in 31 gare disputate.

## Carriera professionistica

### Baltimore Ravens
Averett fu selezionato come centodiciottesima scelta in assoluto dai Baltimore Ravens al quarto round del Draft NFL 2018.
Averett debuttò tra i professionisti il 9 settembre 2018, nel match di week 1 vinto contro i Buffalo Bills. Dopo tre annate trascorse come riserva, è titolare nella stagione 2021; nella medesima stagione si distingue per la realizzazione dei suoi primi tre intercetti in NFL, di cui uno, nella gara di week 14 contro i Cleveland Browns, viene capitalizzato con un recupero di ben 21 yard.

### Las Vegas Raiders
Il 17 marzo 2022 si trasferisce come free agent ai Las Vegas Raiders. L'11 settembre 2022, nella partita di settimana 1 contro i Los Angeles Chargers persa 23-19, Averett riportò la rottura del pollice destro e il giorno successivo fu inserito dai Raiders nella lista riserve/infortunati.